# Hacha de doble anillo

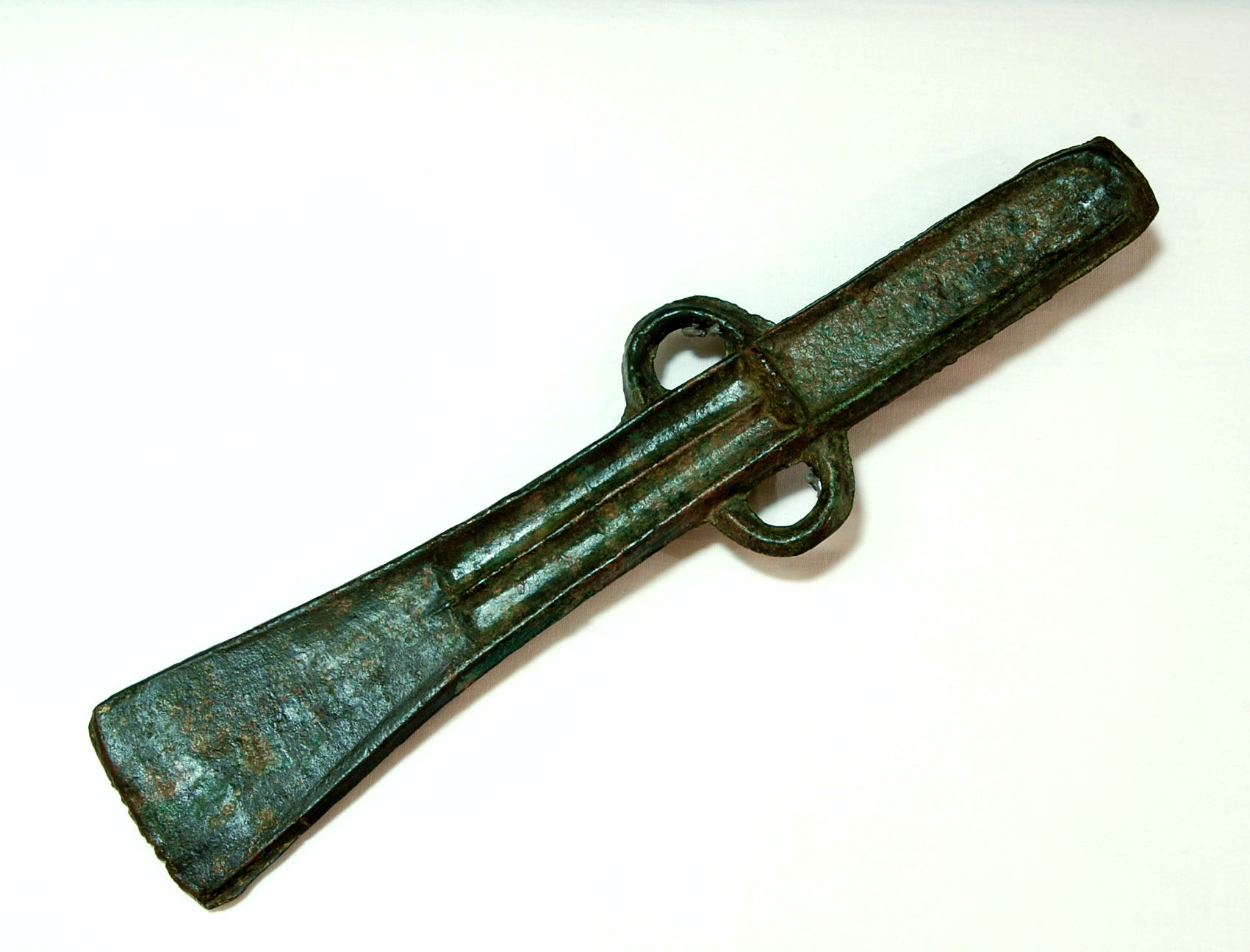
Hacha conservada en la Biblioteca Museo Víctor Balaguer. Villanueva y Geltrú. Núm de inventario: BMVB-3174

El Hacha de doble anillo es un hacha de bronce de los siglos VII-VI a. C descubierta en Santa María de Paradela (Pontevedra) y que actualmente forma parte de la Biblioteca Museo Víctor Balaguer de Villanueva y Geltrú, en Cataluña (España). Tiene unas medidas de 24,4 x 6,1 x 2,6 cm y entró a formar parte de la colección del museo gracias a una donación de Ramón Valle, 1884.

## Descripción
Pertenece a la época del bronce final III. Es una hacha de talón de doble anilla del tipo II b, según la cronología de Mac White. Hecha con molde, este tipo de herramienta es parecida a otras encontrada en Samieira (Pontevedra) y suele tener una alta proporción de estaño en comparación con la de cobre y otros elementos minoritarios como el plomo, el zinc o el arsénico.
Este tipo de hacha tiene una hoja de perfiles paralelos, de corte corto y nervadura central que no sobrepasa los dos tercios de la longitud total de la hoja. Se encontró en 1881 en la parroquia de Santa María de Paradela, del municipio de Meis, en el partido judicial de Cambados (Pontevedra), dentro de una caja formada por losas, con setenta y dos piezas más, que se han perdido.
Este tipo es característico del noroeste de la Península y son numerosos los hallazgos, en Galicia, de objetos de bronce en acobillos o depósitos de mercaderes de la época del bronce final III-IV Atlántico. Su distribución se da por la Meseta, el litoral cantábrico, la Bretaña y el sur de Inglaterra. Otros hallazgos conocidos en Pontevedra son las de Hio, Samieira y Ribadelouro. La pieza fue donada el 1 de noviembre de 1884 por el académico de la Historia, Ramón de Valle. Académico de la Historia y padre del Premio Nobel de Literatura, Ramón de Valle-Inclán, estudiada por Albert Ferrer Soler. Con carta dirigida a Víctor Balaguer y publicada al BMVB.